# Los Violadores
Cet article concerne le groupe de musique. Pour le film de Paul Grau, voir Mad Foxes.
Los Violadores, aussi simplement appelé Violadores, est un groupe de punk rock argentin. Il est l'un des premiers du genre en Argentine, et est considéré comme le premier à s'être popularisé sur le continent sud-américain,,.

## Biographie

### Origines
Le groupe est d'abord connu sous le nom de Los Testículos (1978), axé punk rock, formé par Pedro Braun, alias Hari-B, qui est pour la première fois paru dans le magazine argentin Pelo au début de 1979. Pedro venait de rentrer de ses vacances en Europe, où il rendait visite à sa famille en Pologne, en passant par Londres. De là, il revient avec une grande variété de disques punk de groupes à cette période presque inconnus en Argentine, comme les Sex Pistols, The Clash, The Stranglers, The Jam, The Damned, Buzzcocks, Generation X, Ramones, etc.. Pour Braun, qui jouait de la guitare, la découverte de ce style musical est une révélation.
Plus tard, ils recrutent Sergio Gramática, Enrique Chalar (alias Pil Trafa ou Stuka), et Robert Zelazek.
En 1981, le groupe se rebaptise Los Violadores ; Robert se joint à Trixy y Los Maniáticos (1981), un autre groupe émergeant au moment du proto-punk. À cette époque, Stuka fréquente le circuit du Café Einstein, jouant avec Geniol con Coca, Sissi Hansen, et Claudio Moure.

### Première étape
Bien qu'il ait commencé à jouer au début de 1980 dans le circuit underground, le groupe donne son premier concert en juillet 1981, et publie seulement en 1983, son premier album éponyme, avec l'aide de Michel Peyronel, batteur du groupe Riff. Après la sortie de l'album, les membres du groupe décident de ne plus se consacrer à Stuka, et de recruter Robert « El Polaco » Zelazek à la basse, devenant ainsi pour quelques mois un quintette. Par la suite, des divergences d'idées commencent à surgir au sein du groupe, ce qui mène au départ de Hari B. ; le groupe devient désormais un quatuor. Pendant ses premières années d'existence, le groupe ne peut se nommer Los Violadores à cause de censure imposée par la dictature militaire.
Le groupe affirme sa posture anti-dictature dans son premier album, enregistré entre mai et juin 1982, pendant la guerre des Malouines, et publié seulement en 1983. l'album comprend la chanson face B intitulée Represión. Le groupe atteint son pic de popularité avec la chanson Uno, dos, ultraviolento issue de leur album Y ahora qué pasa, eh? publié en 1985, qui comprend des extraits sonores d'Orange mécanique (1972). Avec la sortie de l'album Fuera de sektor en 1986, le groupe se popularise dans des pays comme le Chili et le Pérou. Cet album propose un style différent de ses prédécesseurs, avec la présence de claviers similaires à des groupes comme The Cure.
En 1987 sort Mercado indio, un album orienté dans le même style que leurs premiers albums, avec une touche de hard rock comme en témoignent les chansons Bombas a Londres, Aburrido divertido, Violadores de la Ley et Mercado Indio. Après un concert à l'Estadio Obras Sanitarias, des problèmes font surface avec leur agent artistique, Mundi Epifanio. Ils mettent un terme à leurs relations, et leur batteur, Sergio Gramática, quitte le groupe, faisant comprendre à ce dernier qu'il ne réussirait pas sans Mundi. Après son départ, Sergio Vall rejoint le groupe. En 1989 sort Y que Dios nos perdone, qui fait participer Sergio Vall pour la première fois à la batterie. Il comprend la chanson Contra la pared, qui parle du juge fédéral controversé Alberto Piotti.

### Pause et autres projets
Le 18 août 1990, ils jouent à l'Estadio Obras Sanitarias, à Buenos Aires, duquel est issu leur futur album live. Cet album est intitulé En vivo y ruidoso, et fait participer le ténor Carlos Darío Saidman sur une version punk rock et en allemand d'Ode à la joie de Ludwig van Beethoven. De là, des différences internes entre Pil, Stuka et El Polaco Zelazek, se faisaient ressentir. Ils sortent ensuite Otro festival de la exageración en 1991, un album comprenant des chansons telles que Ruidos, En el circo et Petróleo, inspirées par les événements de la guerre du Golfe.
Le groupe fait sa première pause en 1992, après deux concerts à l'Estadio Obras Sanitarias les 19 et 20 juin, aux côtés des UK Subs. Cette pause dure trois ans, à cause des différences entre Stuka et Pil Trafa, déjà intenables au moment de la séparation. Stuka publie son premier album solo, Stukas en vuelo en 1992, assisté par Alejandro Seoane et Sissi Hansen. Pendant ce temps, Pil Trafa forme le groupe Pilsen avec Tucán (guitare), Biko (basse) et Sergio Vall (batterie). Cette formation enregistre un album intitulé Bajo otra bandera (1993) dont les chansons les plus connues sont Dearest Madonna, Pilsen, et Bajo otra bandera. Cette année, le groupe enregistre deux chansons. Ils font d'autres chansons avec Campino de Die Toten Hosen et Steve Jones des Sex Pistols.

### Réunion et seconde étape
Los Violadores se réunissent les 15 et 16 décembre 1995 au Cemento ; la formation comprend Pil Trafa (chant), Polaco Zelazek (basse), Anel Paz (guitare) et Adrián « Negro » Blanco (batterie). Cette formation publie l'album Otra patada en los huevos avant de se séparer de nouveau. En 1999, Stuka et Pil forment le groupe Stuk@PIl, plus basé sur l'électro et l'indus.
En 2001, Los Violadores reviennent avec Pil (chant), Stuka (guitare), El Niño (basse) et Sergio Vall (batterie). Ils publient Lo mejor de Los Violadores (2002), un best-of du groupe comprenant les meilleures chansons de leurs trois premier albums. Après le départ de Stuka (remplacé par El Tucán en 2004, à cause de conflits insoutenables), le groupe publie l'EP Y va... sangrando (2004), au label indépendant Label Record. L'EP comprend six chansons. Ils sortent ensuite Bajo un sol feliz (2006), chez EMI Music.

### Séparation
En novembre 2009, le groupe publie son dernier album studio, Rey o reina. Celui-coi comprend 13 chansons dont Bombas de gas, Fashion Revolución (un hommage à Ernesto Che Guevara) et Operación no me olvides, entre autres. La chanson Fashion revolución, fait participer Gustavo Fabián « Chizzo » Nápoli, chanteur et guitariste du groupe La Renga. Il est produit par Martín Carrizo, ex-batteur du groupe A.N.I.M.A.L.. En 2010 sort un documentaire intitulé Ellos son, Los Violadores, qui raconte l'histoire du groupe. En mai 2011 est officiellement annoncé la séparation du groupe. Le chanteur, Pil Trafa, décidera de ne plus s'atteler à la production.

### Réunion
Le 25 novembre 2015, lors d'un entretien à Tenemos Malas Noticias mené par Mario Pergolini, Pil Trafa annonce la réunion définitive du groupe en février 2016. Le label Pinhead Records annonce la sortie d'un coffret de leur quatre premiers albums, en plus du DVD Vivo en Palladium et un livre d'images inédites,.

## Membres

### Derniers membres
- Enrique Chalar (Pil Trafa) - chant
- Gustavo Fossá (Stuka) - guitare
- Robert Wojciech Zelazek (Polaco) - basse
- Sergio Gramática - batterie

### Anciens membres
- Tucán Barauskas (Tucán) - guitare
- Sergio Vall - batterie
- Carlos Khayatte (El Niño) - basse
- Pedro Braun (Hari-B) - guitare
- Adrian Blanco - guitare
- Anel Paz - guitare

## Discographie

### Albums studio
- 1983 : Los Violadores
- 1985 : Y ahora qué pasa, eh?
- 1986 : Fuera de sektor
- 1987 : Mercado indio
- 1989 : Y que Dios nos perdone
- 1991 : Otro festival de la exageración
- 1996 : Otra patada en los huevos
- 2002 : Lo mejor de Los Violadores
- 2006 : Bajo un sol feliz
- 2009 : Rey o reina

### Albums live
- 1990 : En vivo y ruidoso
- 2002 : En vivo y ruidoso II
- 2016 : Luna Punk - Rompan todo...

### Compilations
- 1988 : El álbum
- 1992 : Grandes éxitos
- 1996 : Violadores histórico - La verdadera historia
- 2001 : Obras cumbres
- 2016 : FUNDAMENTALes (81-87)

### EP
- 1986 : Uno, dos, ultravioladores
- 2004 : Y va... sangrando

## Filmographie
- 1986 : Sobredosis
- 2009 : Ellos son, Los Violadores (documentaire de Juan Rigirozzi)[16]

## Vidéographie
- Los Violadores en Palladium (Digital Sound, VHS, 1986)
- Chateau Rock (Prims Video, VHS, 1990)
- En vivo y ruidoso (Sony Music, VHS, 1994)
- Nada ni nadie los pudo doblegar (documentaire de G. Marcuzzi/F. Paolo 2001)
- 30 años de punk (TockaDiscos, DVD, 2009)